# ランドルフ郡 (ノースカロライナ州)
ランドルフ郡（英: Randolph County）は、アメリカ合衆国ノースカロライナ州の中央部に位置する郡である。人口は14万4171人（2020年）。郡庁所在地はアシュボロであり、同郡で人口最大の都市である。ノースカロライナ州の人口重心が郡内のシーグローブ町にある。

## 歴史
ランドルフ郡となった地域の初期開拓者には、ホー川やディープ川、イーノ川沿いに入植したイングランド出身のクエーカー教徒がいた。ランドルフ郡は1779年にギルフォード郡から分離して設立された。郡名は、アメリカ植民地時代の初代大陸会議議長を務めたペイトン・ランドルフに因んで名付けられた。
現在のデューク大学の前身が初めて作られたのはランドルフ郡トリニティの町だった。
郡内には州内でも最古クラスの屋根付橋が残っている。郡南西部ユニオン郡区にあるピスガー屋根付き橋は、2003年の洪水で破壊されたが、完全に修復され、今も残っている。
1911年、ハイポイントを郡庁所在地にピードモント郡と呼ぶ新しい郡が提案された。領域はギルフォード郡、デイビッドソン郡、ランドルフ郡のそれぞれ一部を合わせて作る予定だった。ギルフォード郡庁舎に多くの人々が集まってこの計画に反対し、抗議のために州議会に行くことを申し合わせた。州議会は1911年2月にこの計画を否決した。

## 郡政府
ランドルフ郡は、地域自治体の委員会であるピードモント・トライアド自治体委員会のメンバーである。政治的には圧倒的に共和党支持である。地方選挙の大半は共和党員のみが候補者名簿に載ることで、州内でも最も共和党が強い郡だと見なされている。

## 地理
アメリカ合衆国国勢調査局に拠れば、郡域全面積は790平方マイル (2,046 km2)であり、このうち陸地787平方マイル (2,038 km2)、水域は3平方マイル (7.8 km2)で水域率は0.33%である。ランドルフ郡はノースカロライナ州の中心にあり、アシュボロ市が州の中心にある。州の中央、ピードモント台地に入っている。ピードモント台地は穏やかにうねる丘陵や森林である。その例外はユーワリー山地とキャラウェイ山地であり、郡の中部と西部にある。これらの山地は古代にあったもっと高い峰々の名残である。現在では標高が1,000フィート (300 m) を越えるのも稀だが、周りが比較的平らなので、200ないし500フィート (60 - 150 m) は立ち上がっている。郡内最高地点はキャラウェイ山地のシェパード山である。ノースカロライナ動物園がユーワリー山地の1つ、パーガトリー山の上にある。

### 郡区
ランドルフ郡は22の郡区に分割されている。アシュボロ、アークデール、バッククリーク、ブロワー、シーダーグローブ、コールリッジ、コロンビア、コンコード、ファーマー、フランクリンビル、グラント、レベルクロス、リバティ、ニューホープ、ニューマーケット、プレザントグローブ、プロビデンス、ランドルマン、リッチランド、テイバーナクル、トリニティ、ユニオンの各郡区である。

### 隣接する郡
- ギルフォード郡 - 北
- アラマンス郡 - 北東
- チャタム郡 - 東
- ムーア郡 - 南東
- モンゴメリー郡 - 南西
- デイビッドソン郡 - 西

## 人口動態
以下は2000年国勢調査による人口統計データである。
| 基礎データ - 人口: 130,454人 - 世帯数: 50,659 世帯 - 家族数: 37,335 家族 - 人口密度: 64人/km2（166人/mi2） - 住居数: 54,422軒 - 住居密度: 27軒/km2（69軒/mi2） 人種別人口構成 - 白人: 89.20% - アフリカン・アメリカン: 5.63% - ネイティブ・アメリカン: 0.45% - アジア人: 0.64% - 太平洋諸島系: 0.02% - その他の人種: 3.01% - 混血: 1.06% - ヒスパニック・ラテン系: 6.63%（2005年では9.3%） 年齢別人口構成 - 18歳未満: 25.0% - 18-24歳: 8.0% - 25-44歳: 31.3% - 45-64歳: 23.5% - 65歳以上: 12.1% - 年齢の中央値: 36歳 - 性比（女性100人あたり男性の人口） - 総人口: 97.8 - 18歳以上: 95.4 | 世帯と家族（対世帯数） - 18歳未満の子供がいる: 33.7% - 結婚・同居している夫婦: 59.1% - 未婚・離婚・死別女性が世帯主: 10.2% - 非家族世帯: 26.3% - 単身世帯: 22.5% - 65歳以上の老人1人暮らし: 8.6% - 平均構成人数 - 世帯: 2.55人 - 家族: 2.97人 収入と家計 - 収入の中央値 - 世帯: 38,348米ドル - 家族: 44,369米ドル - 性別 - 男性: 30,575米ドル - 女性: 22,503米ドル - 人口1人あたり収入: 18,236米ドル - 貧困線以下 - 対人口: 9.1% - 対家族数: 6.8% - 18歳未満: 11.6% - 65歳以上: 11.5% |

## 都市と町

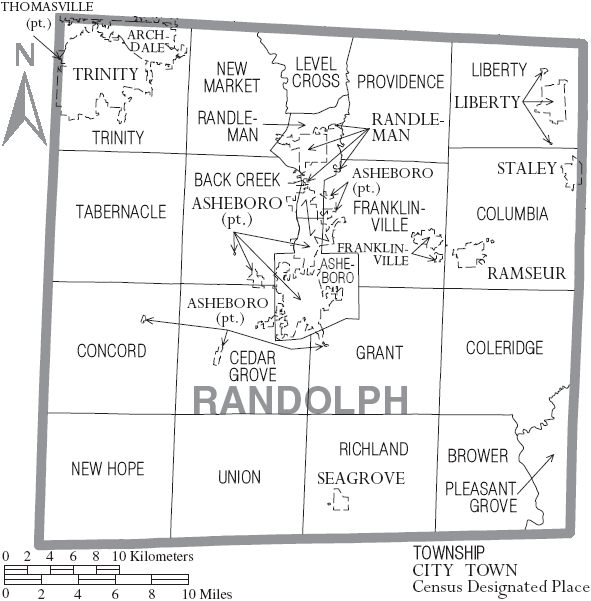
ランドルフ郡の自治体と郡区

| - アークデール - アシュボロ - 郡庁所在地 - フランクリンビル - ハイポイント（部分） - リバティ | - ラムシュール - ランドルマン - シーグローブ - ステイリー - トリニティ |

### 未編入の町
- ソフィア

## 著名な出身者
- リチャード・ペティ - NASCARのドライバー